# シクロペンタノン
シクロペンタノン（Cyclopentanone）は、化学式(CH2)4COで表される有機化合物である。環状ケトンの一つであり、揮発性をもつ無色液体である。
日本では消防法で定める第4類危険物 第2石油類に該当する。

## 合成法
アジピン酸に水酸化バリウムを加えて加熱するとケトン化が起き、シクロペンタノンが生成する。
(CH2)4(CO2H)2  →  (CH2)4CO  +  H2O  + CO2

## 利用

シクロペントバルビタールの構造式

シクロペンタノンは、ジャスミンから得られるジャスモン（英語版）に関連されるように、香料の前駆体となる。2-ヘプチルシクロペンタノンや、2-ペンチルシクロペンタノンなどが好例である。また、獣医学において麻酔薬として利用されるシクロペントバルビタール（英語版）の前駆体であるように、シクロペンタノンは有用な合成中間体である。
シクロペンタノンは、充血除去薬のシクロペンタミン（英語版）や、農薬であるペンシクロン（英語版）、喘息の治療薬であるペンテチルシクラノン（英語版）の原料としても利用されている。